# 在モルディブサウジアラビア大使館
在モルディブサウジアラビア王国大使館（アラビア語: سفارة المملكة العربية السعودية في المالديف、英語: Embassy of the Kingdom of Saudi Arabia in Maldives / Royal Embassy of Saudi Arabia in Maldives）は、サウジアラビアがモルディブの首都マレに設置している大使館である。
1981年にサウジアラビアとモルディブの外交関係が樹立され、2015年8月2日に大使館が開設された。

## 所在地
Sh. Abdulla Zuhair Higun, Malé 20095

## 大使
2015年11月5日より、バーディル・ビン・アリー・ビン・アフマド・アル＝カハイルが特命全権大使を務めている。